# Мишић обарач усног угла
Мишић обарач усног угла (лат. musculus depressor anguli oris) је парни мишић главе, који се пружа од тзв. косе линије на спољашњој страни тела доње вилице до дубоке стране коже у пределу угла усана. То је мали мишић троугластог облика, који својим прекобројним влакнима образује и попречни мишић браде.

Инервација потиче од образних грана фацијалног живца, а дејство мишића се огледа у повлачењу углова усана наниже и упоље. Због своје функције убраја се у мимичне мишиће, јер лицу даје израз презира и туге.